# 11月9日 (旧暦)
旧暦11月9日は旧暦11月の9日目である。六曜は先勝である。

## できごと
- 天宝14年（ユリウス暦755年12月16日） - 安史の乱。唐の節度使・安禄山、史思明が蜂起。内乱状態に。
- 寛永12年（グレゴリオ暦1635年12月18日） - 江戸幕府が寺社奉行を設置
- 寛永14年（グレゴリオ暦1637年12月25日） - 江戸幕府が島原の乱の鎮圧に板倉重昌らを派遣
- 明治5年（グレゴリオ暦1872年12月9日） - 明治政府が、この年の12月2日の翌日から太陰太陽暦を廃止して太陽暦を採用することを決定